# Transylvania 6-5000 (film, 1985)
Pour les articles homonymes, voir Transylvania 6-5000.
Pour plus de détails, voir Fiche technique et Distribution.
Transylvania 6-5000 est un film américano-yougoslave, sorti en 1985.

## Synopsis
Deux reporters vont dans un étrange château en Transylvanie afin d'enquêter sur la réapparition de Frankenstein, du loup-garou, d'Odette la Vampiresse ainsi qu'une bande de gens bizarres.

## Fiche technique
- Titre français : Transylvania 6-5000
- Réalisation : Rudy De Luca
- Scénario : Rudy De Luca
- Musique : Lee Holdridge
- Photographie : Tomislav Pinter (hr)
- Pays d'origine :  États-Unis -  Yougoslavie
- Format : Couleurs - 1,85:1 - Mono
- Genre : Comédie horrifique et fantastique
- Durée : 93 minutes
- Date de sortie : 8 novembre 1985 (États-Unis)

## Distribution
- Jeff Goldblum (VF : Richard Darbois) : Jack Harrison
- Ed Begley Jr. (VF : Guy Chapellier) : Gil Turner
- Joseph Bologna (VF : Pierre Hatet) : Dr. Malavaqua
- Teresa Ganzel : Elizabeth Ellison
- John Byner (VF : Serge Lhorca) : Radu
- Jeffrey Jones (VF : Jacques Frantz) : Lepescu
- Carol Kane (VF : Virginie Ledieu) : Lupi
- Bozidar Smiljanic (VF : Marc de Georgi) : L'inspecteur Percek
- Geena Davis (VF : Martine Meiraghe) : Odette
- Michael Richards (VF : Jean-Claude Montalban) : Fejos
- Norman Fell (VF : Claude Nicot) : Mac Turner
- Inge Appelt (VF : Paule Emanuele) : Mme Morovia
- Sara Grdjan : Laura Ellison
- Donald Gibb : Le loup-garou
- Rudy De Luca (VF : Claude Joseph) : Lawrence Malbot